# Gazé
Aporia crataegi · Piéride de l'aubépine
Espèce
Statut de conservation UICN

 LC : Préoccupation mineure
Le Gazé ou la Piéride de l'aubépine (Aporia crataegi) est une espèce paléarctique de lépidoptères (papillons) de la famille des Pieridae et de la sous-famille des Pierinae.

## Noms vernaculaires
- En français : le Gazé, la Piéride de l'aubépine[1].
- En anglais : Black-veined White[2].
- En allemand : Baum-Weißling[3].
- En néerlandais : Groot geaderd witje.
- En italien : Pieride del biancospino.
- En polonais : Niestrzęp głogowiec[4].

## Description

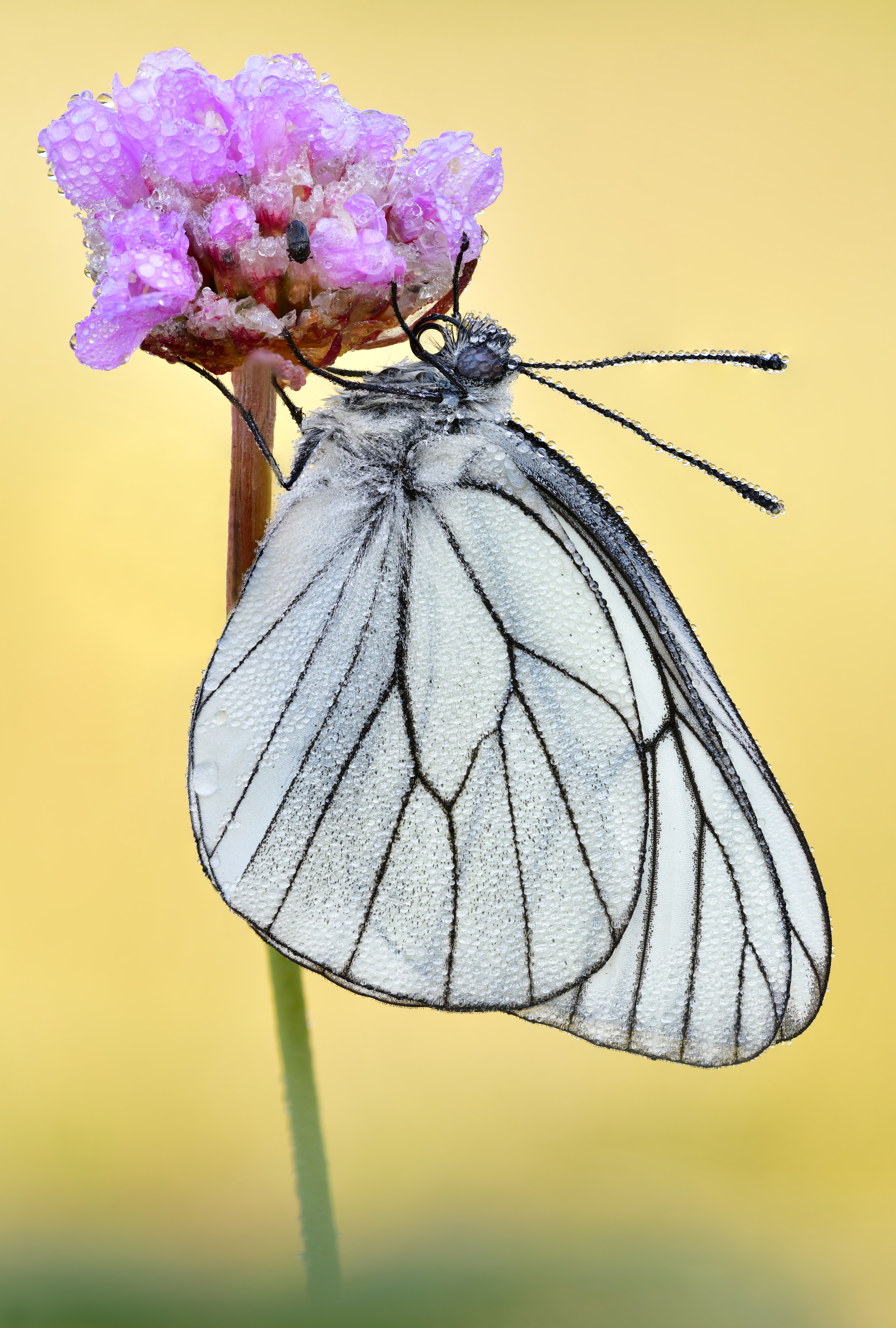
Un gazé dans la réserve naturelle de Wittenberge-Rühstädter Elbniederung (Allemagne).

### Papillon
L'imago d’Aporia crataegi est un assez grand papillon d'une envergure de 5,5 à 7,5 cm, aux ailes blanches nervurées de noir. Cet aspect caractéristique est à l'origine de son nom anglais de « Black-veined White ». La femelle se distingue du mâle par la présence d'une bordure marron à la base de la côte des ailes antérieures.
Avec l'âge, en perdant leurs écailles, les ailes peuvent devenir translucides, tout en conservant leurs nervures noires. Le revers des ailes peut présenter une suffusion d'écailles sombres d'intensité variable.

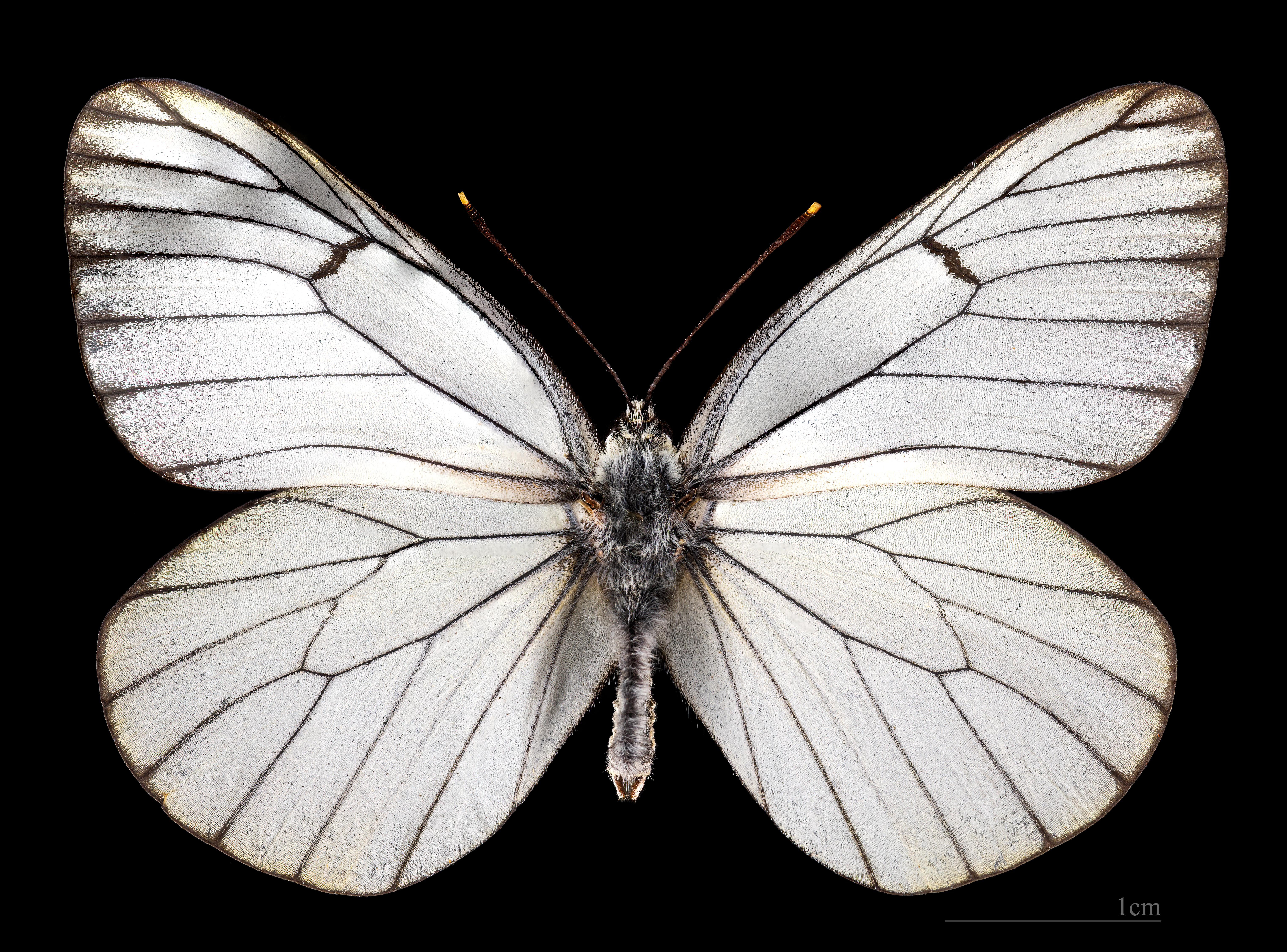
Aporia crataegi ♂
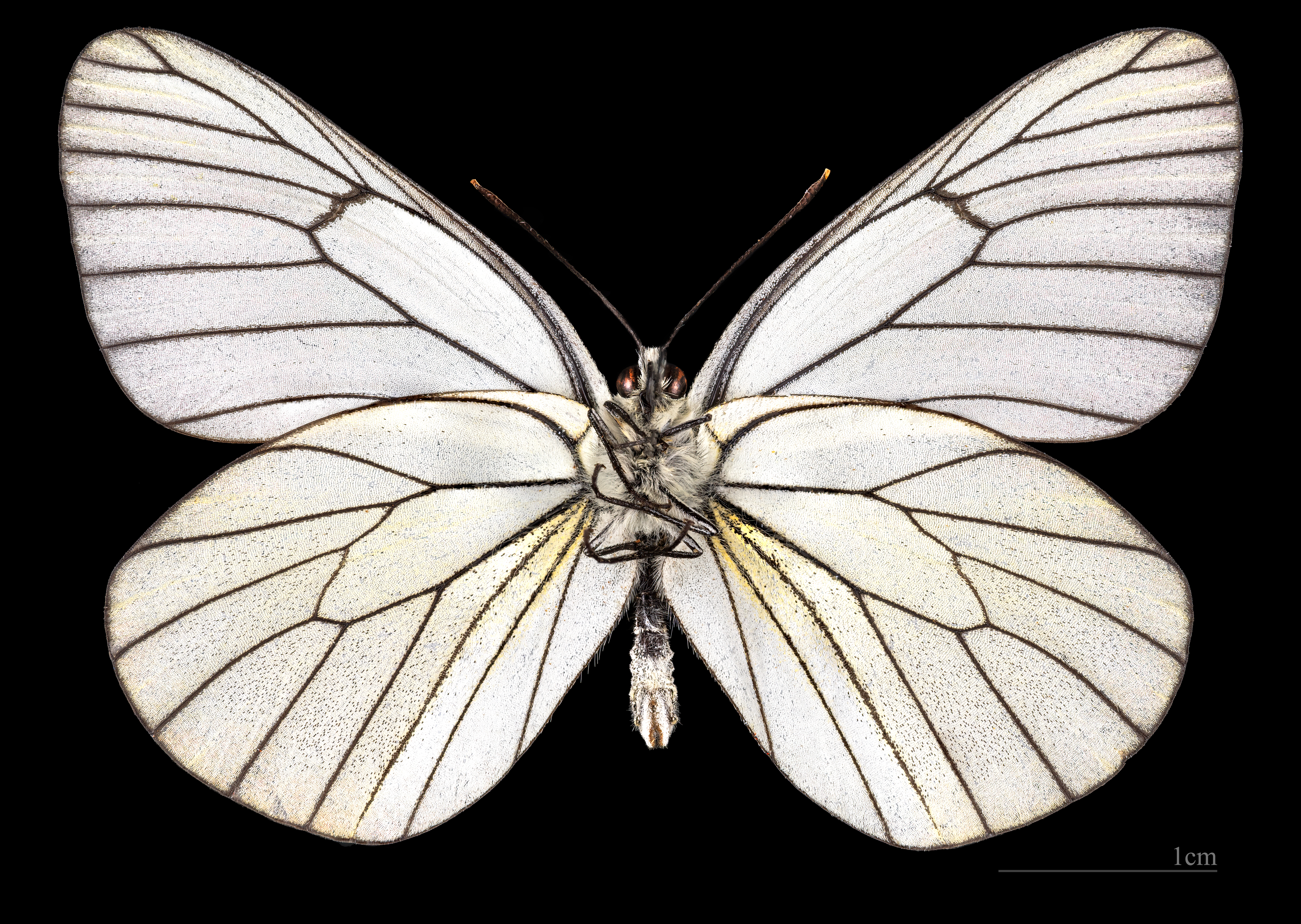
Aporia crataegi ♂ △
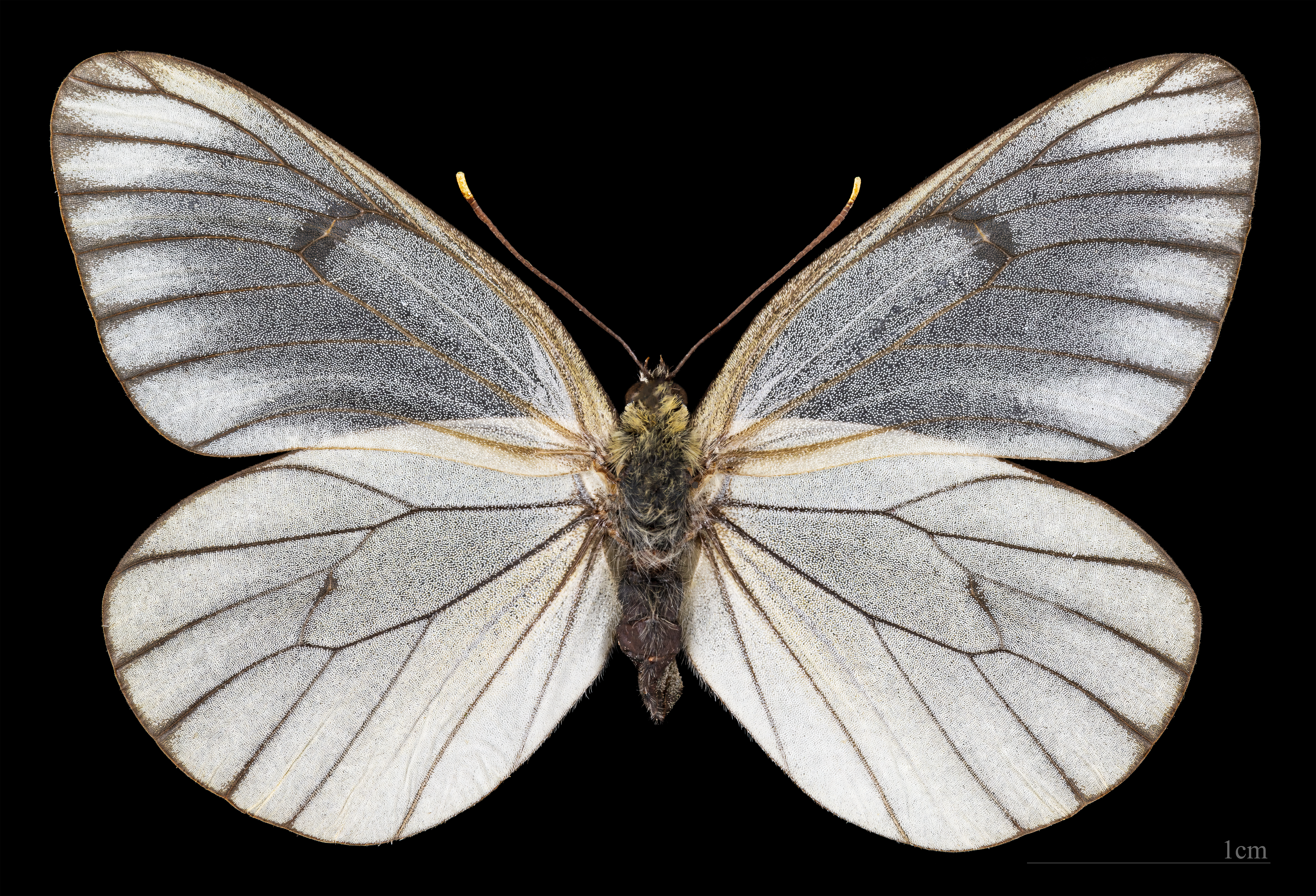
Aporia crataegi  ♀
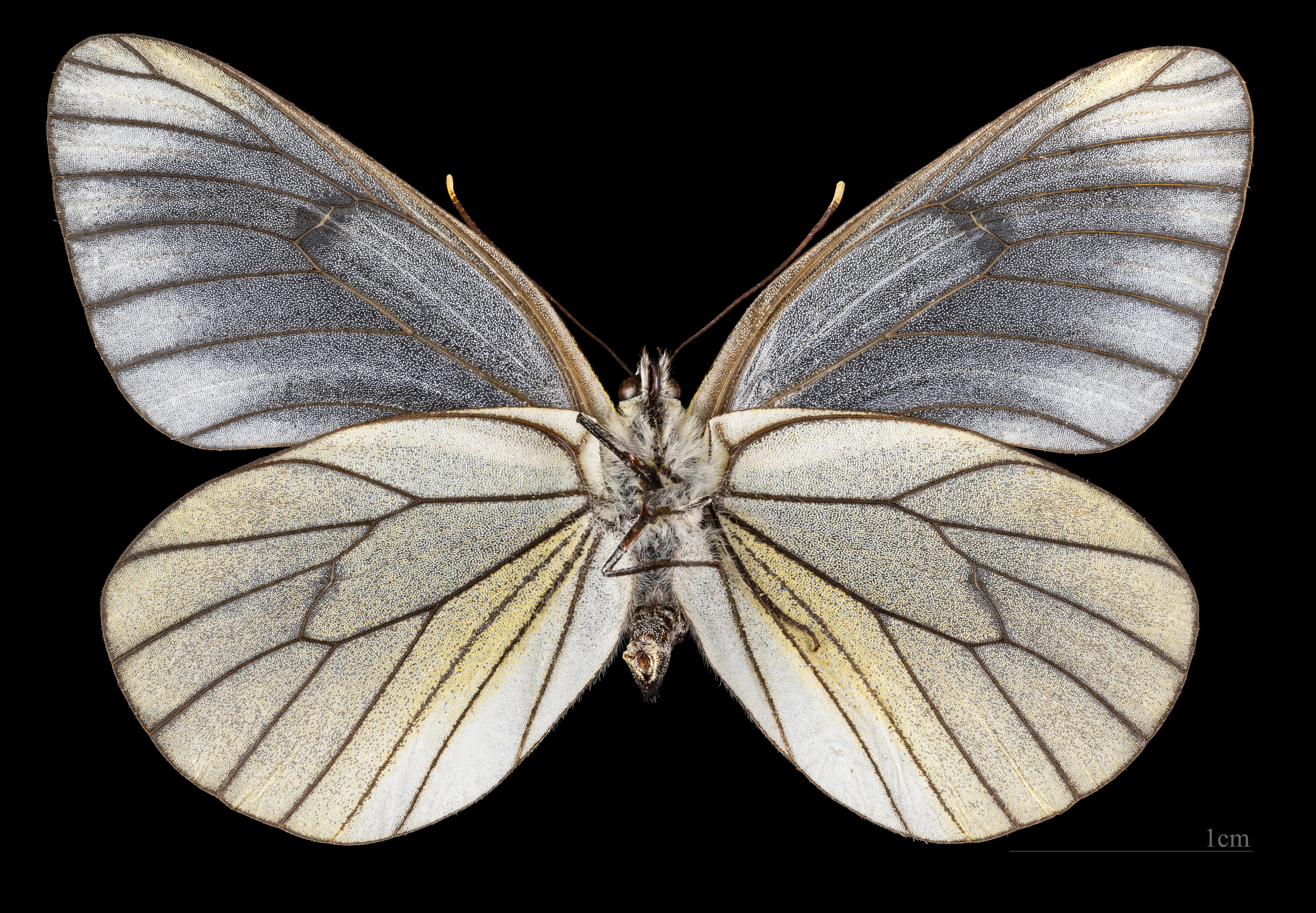
Aporia crataegi  ♀ △

### Premiers stades
Les œufs sont jaune vif. Les chenilles sont velues, avec une tête noire et un dos noir orné de bandes rousses alors que leur ventre est gris.
La chrysalide est jaune.

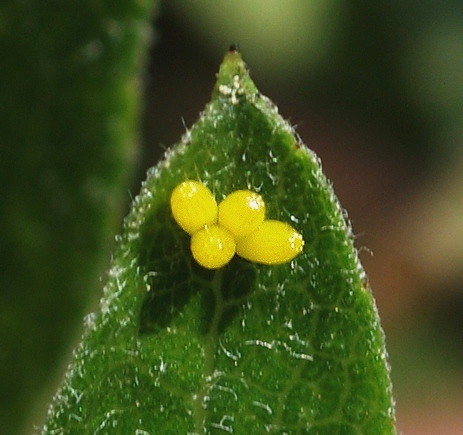
Œufs sur Crataegus.
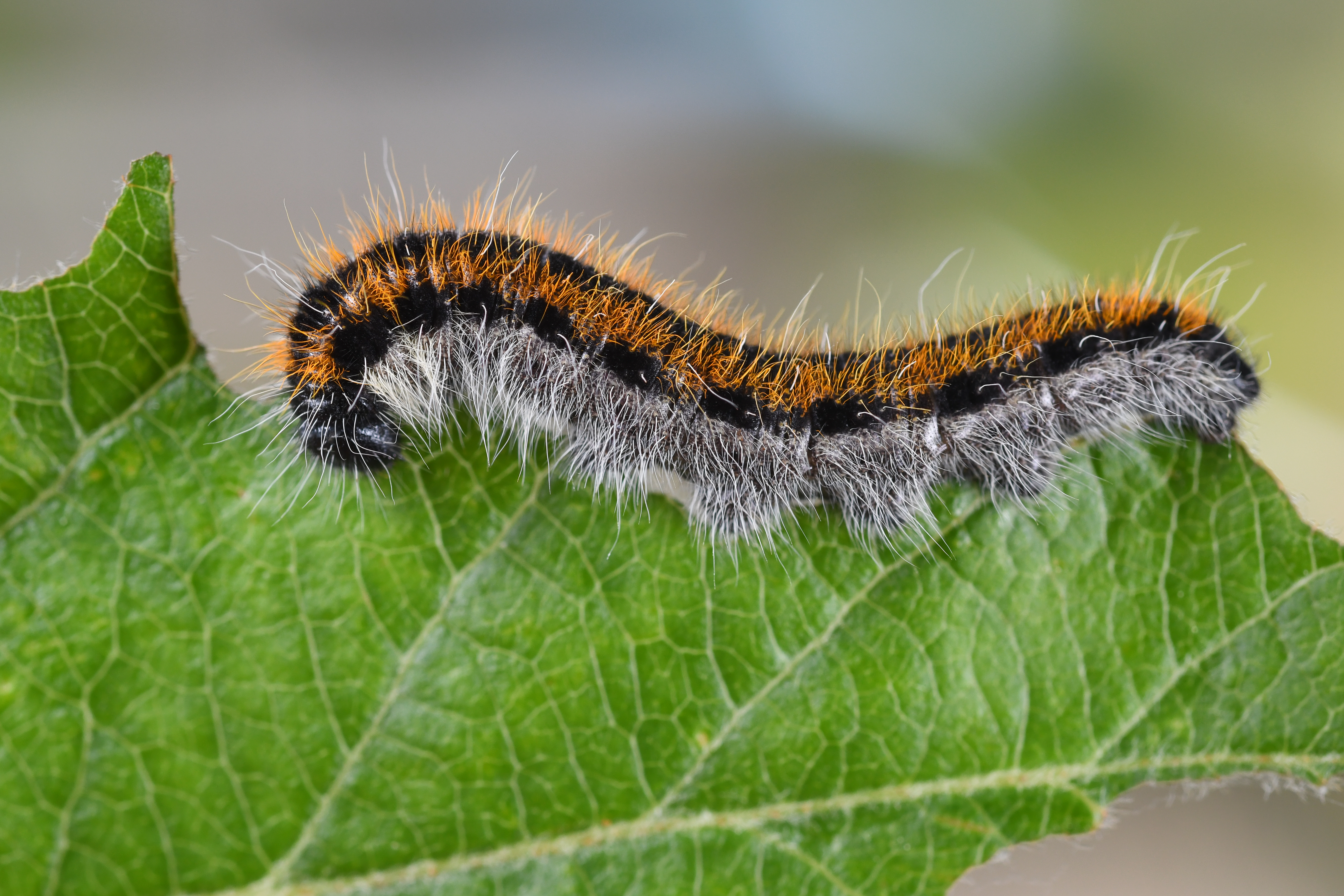
Chenille.
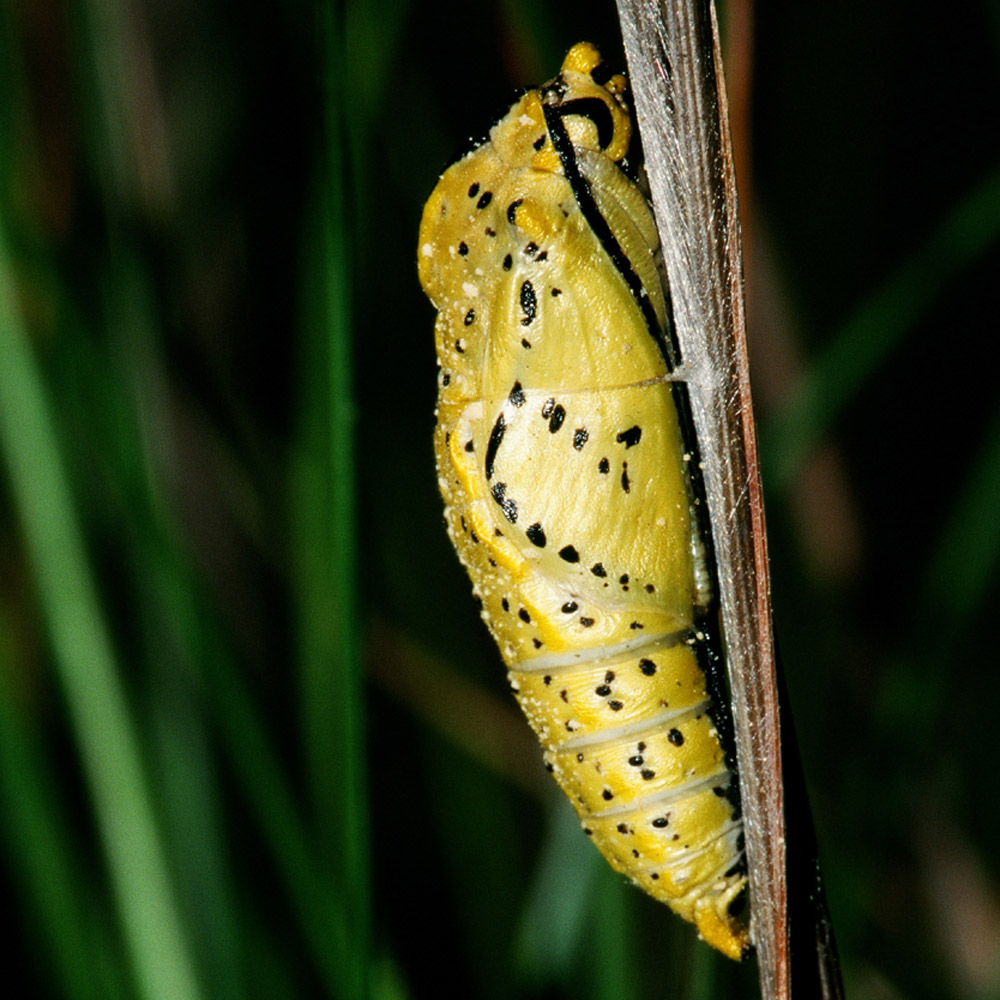
Chrysalide.

## Biologie

### Phénologie
L'espèce est univoltine, et les papillons de son unique génération annuelle volent d'avril-mai à juillet-août. C'est généralement en juillet qu'ils sont le plus abondant[réf. souhaitée].

### Plantes hôtes
Ses plantes hôtes sont diverses rosacées, dont les aubépines (Crataegus), le prunellier (Prunus spinosa), l'amélanchier, le prunier (Prunus domestica), le poirier, le pommier, le sorbier des oiseleurs, entre autres.

### Comportement
Les chenilles restent sur les arbustes ; elles hivernent en groupe dans un nid soyeux, dont elles sortent au printemps.
Le papillon fréquente les milieux ouverts, particulièrement les prairies fleuries. Il peut voler assez loin, sans pour autant être migrateur confirmé.

## Distribution

### Aire de répartition et régression

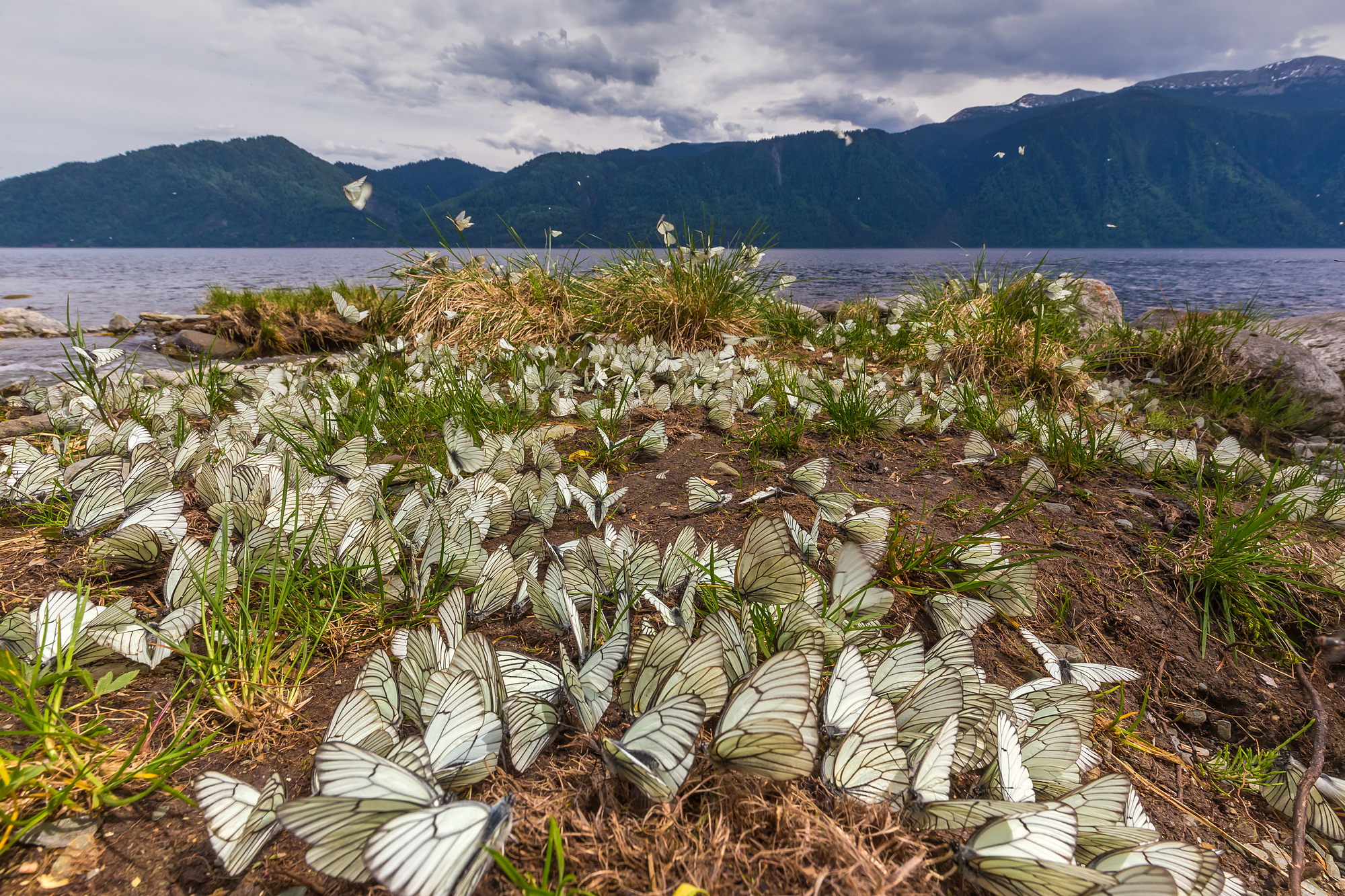
Abondance de gazés en mud-puddling sur les rives du lac Teletskoïe (réserve naturelle de l'Altaï, Sibérie méridionale, Russie).

Le Gazé est largement répandu dans l'écozone paléarctique, sur une aire qui s'étend de l'Ouest de l'Europe et de l'Afrique du Nord à travers l'Asie tempérée jusqu'au Japon.
Il a disparu de Grande-Bretagne depuis 1925, et il est en voie de disparition dans les plaines de France, Belgique et Hollande. Toutefois, il se maintient localement dans le Sud de la Belgique.
En France métropolitaine, il est absent de Corse et il est ou a été présent dans tous les départements du continent, mais il est devenu rare et en voie de disparition dans un grand nombre d'entre eux,. Autrefois, il abondait tellement qu'il était faussement considéré comme nuisible. Le développement de l'agriculture intensive a fait disparaître peu à peu ses habitats de reproduction. Les vergers ont été détruits et les haies arrachées supprimant les plantes dont se nourrissent les chenilles. L'utilisation massive et non raisonnée des pesticides contre les insectes ravageurs lui ont été très nocifs[réf. souhaitée]. Il est encore relativement commun dans les zones montagneuses, en particulier au-delà de 800 mètres d'altitude où l'agriculture est plus extensive.

### Biotopes

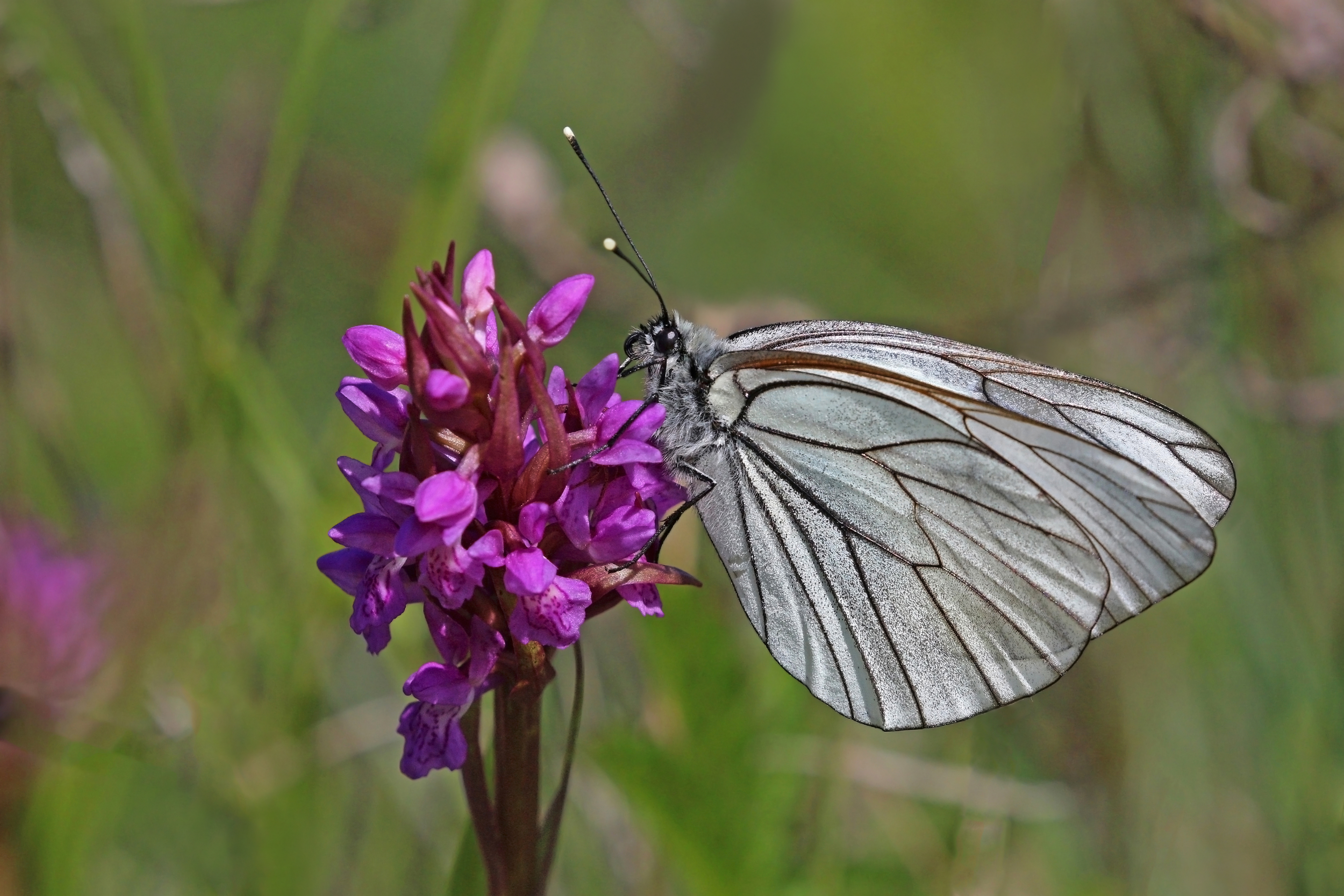
Gazé sur un orchis incarnat, à Tagamõisa (Estonie).

Le Gazé fréquente les lieux découverts, les broussailles où poussent les aubépines et le prunellier, les vergers où il trouve ses plantes hôtes, ainsi que les zones fleuries de chardons et autres astéracées (composées).

## Systématique
L'espèce actuellement appelée Aporia crataegi a été décrite en 1758 par le naturaliste suédois Carl von Linné, sous le nom initial de Papilio crataegi. Elle est l'espèce type du genre Aporia Hübner, [1819].

### Sous-espèces
De nombreuses sous-espèces ont été décrites, notamment :
- Aporia crataegi adherbal Fruhstorfer, 1910 — au Japon et en Sakhaline.
- Aporia crataegi angustior Graves, 1925
- Aporia crataegi augusta Turner, 1905 — en Sicile.
- Aporia crataegi basanius Fruhstorfer, 1910 — dans les Alpes-Maritimes.
- Aporia crataegi crataegi (Linnaeus, 1758) — en Europe, dans l'Ouest de la Sibérie et le Caucase.
- Aporia crataegi diluta Verity, 1911
- Aporia crataegi herodias Hemming, 1941 — en Syrie.
- Aporia crataegi hyalina Röber, 1907 — dans les monts Taurus.
- Aporia crataegi gobiensis Forster, 1971 — en Mongolie.
- Aporia crataegi iranica Forster, 1939 — en Arménie et dans les monts Talych.
- Aporia crataegi mauretanica Oberthür, 1909 — en Afrique du Nord.
- Aporia crataegi meinhardi Krulikovsky, 1909 — en Sibérie jusqu'au Kamtchatka.
- Aporia crataegi minor Verity, 1908 — dans l'Est des Pyrénées.
- Aporia crataegi pellucida Röber, 1907 — dans le Kopet-Dag.
- Aporia crataegi pseudohippia Verity, 1911 — au Tibet.
- Aporia crataegi rhodinea Hofmann & Eckweiler, 2001
- Aporia crataegi rotunda Eitschberger & Reissinger, 1971 — en Italie.
- Aporia crataegi rutae Bryk, 1940 — en Espagne.
- Aporia crataegi shugnana Sheljuzhko, 1925 — dans le Pamir.
- Aporia crataegi tianschanica Rühl, [1893] — en Asie centrale.
- Aporia crataegi transitoria Lempke, 1974 — en Hollande.
- Aporia crataegi ussurica Kardakoff, 1928 — en Extrême-Orient russe.
- Aporia crataegi zabulensis de Freina, 1974 — en Afghanistan.

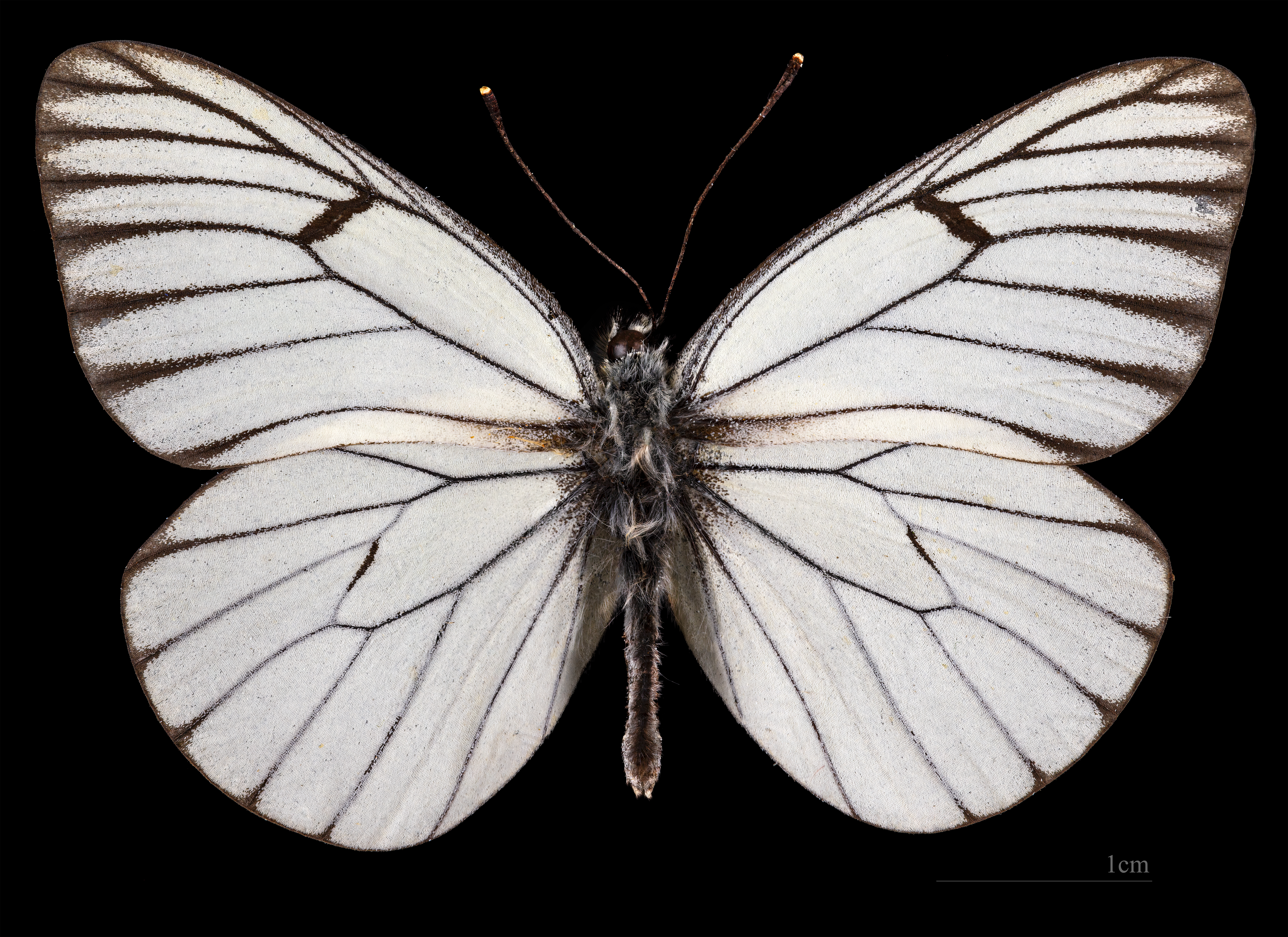
Aporia crataegi augusta ♂
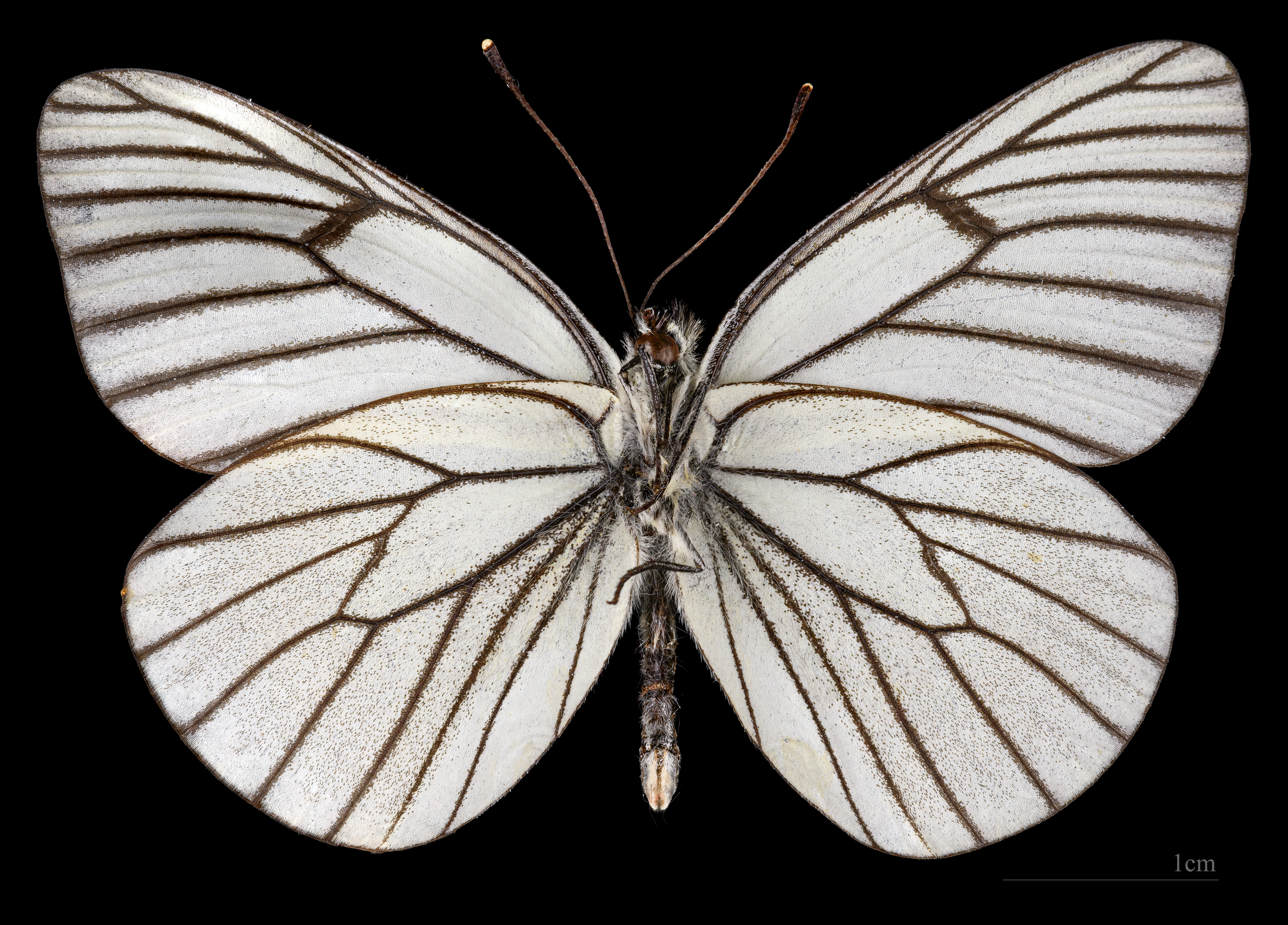
Aporia crataegi augusta♂ △
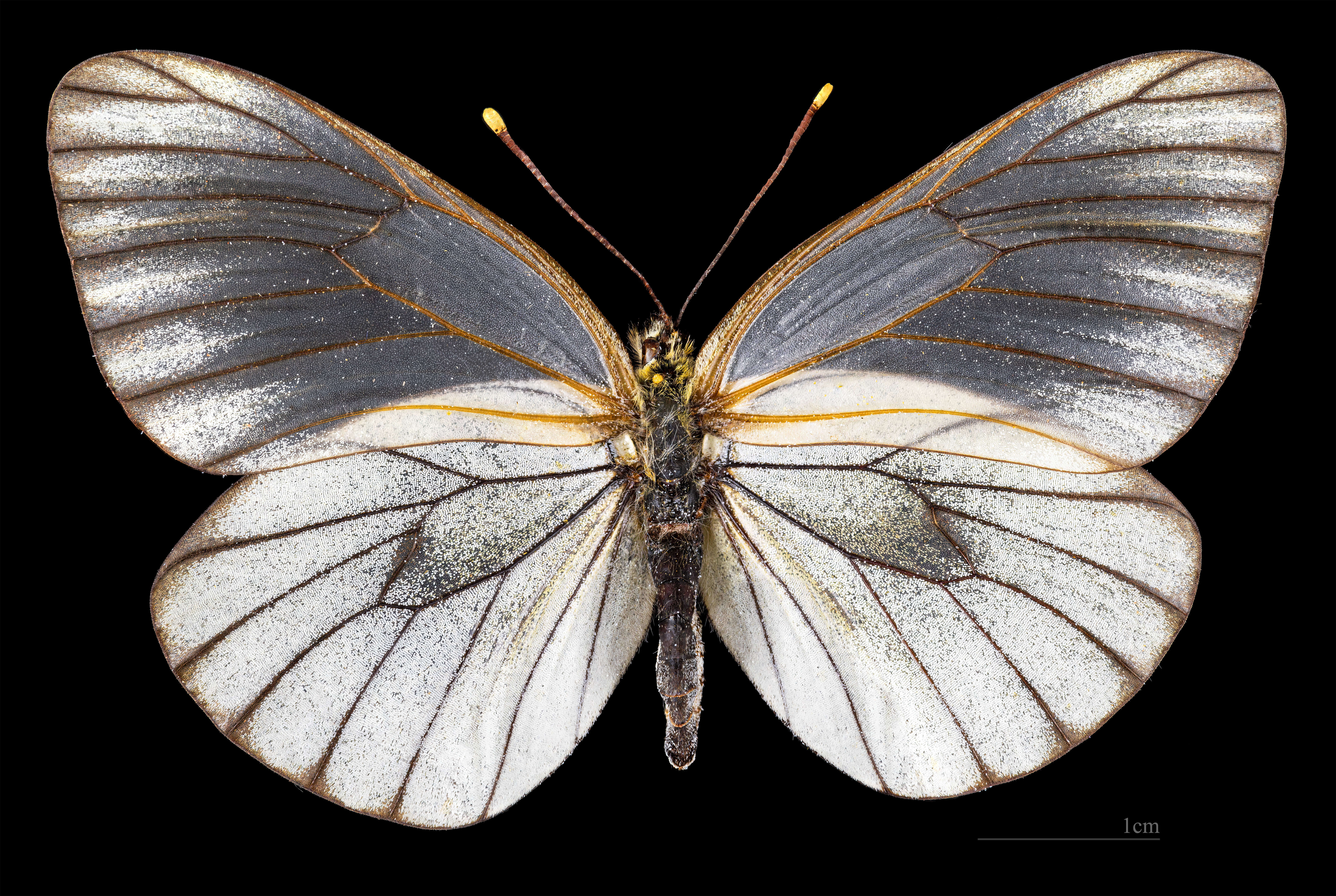
Aporia crataegi augusta♀
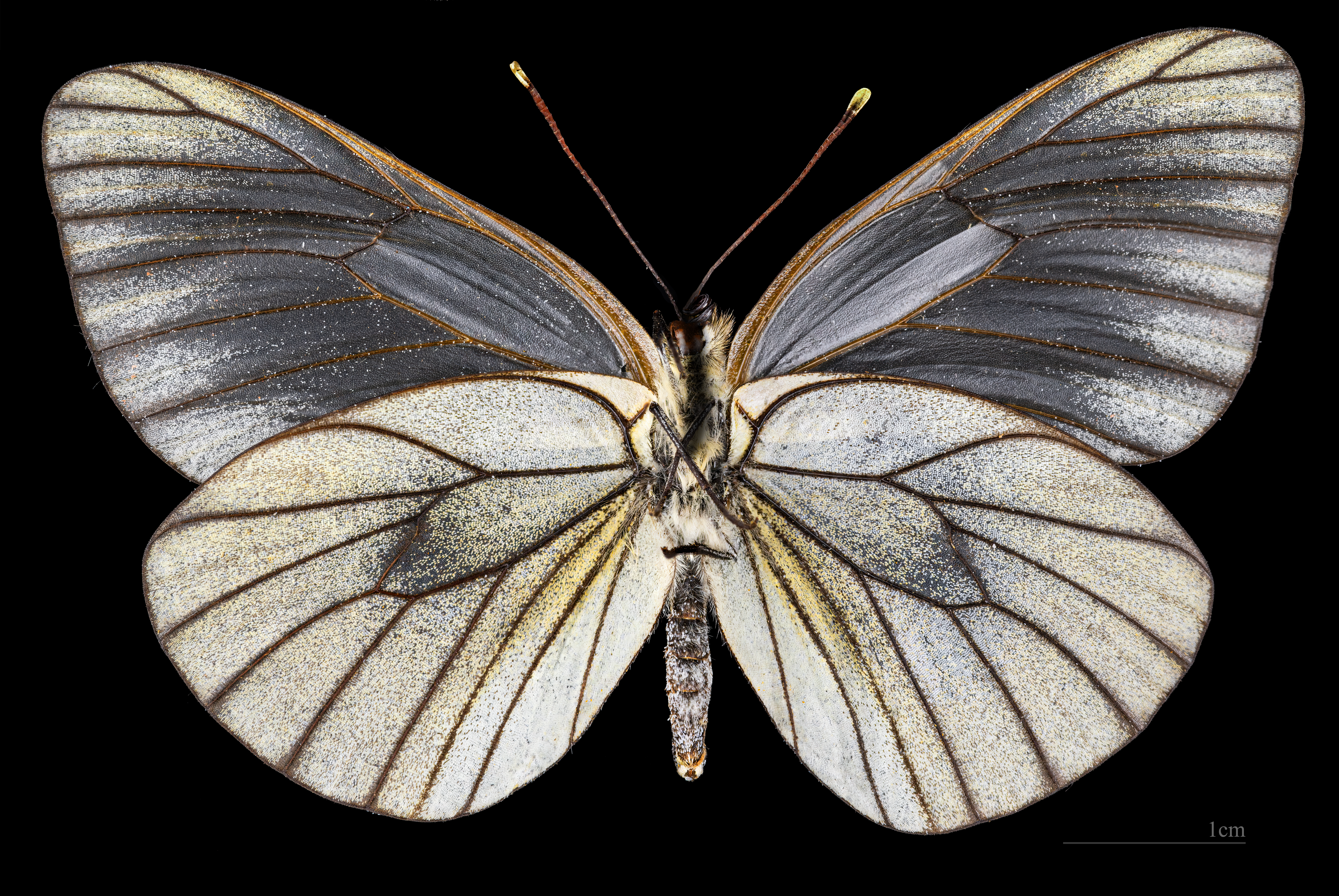
Aporia crataegi augusta♀ △

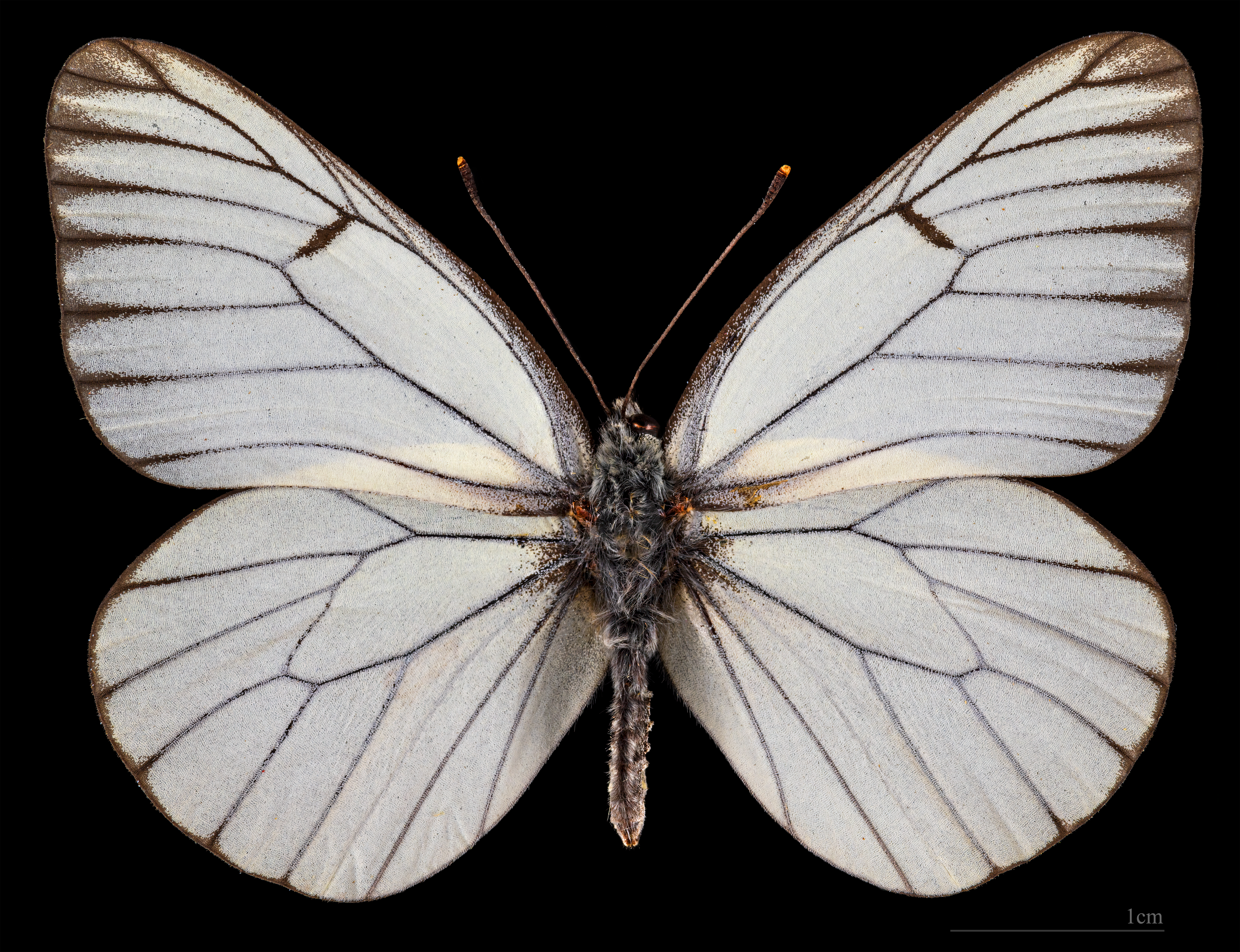
Aporia crataegi transitoria ♂
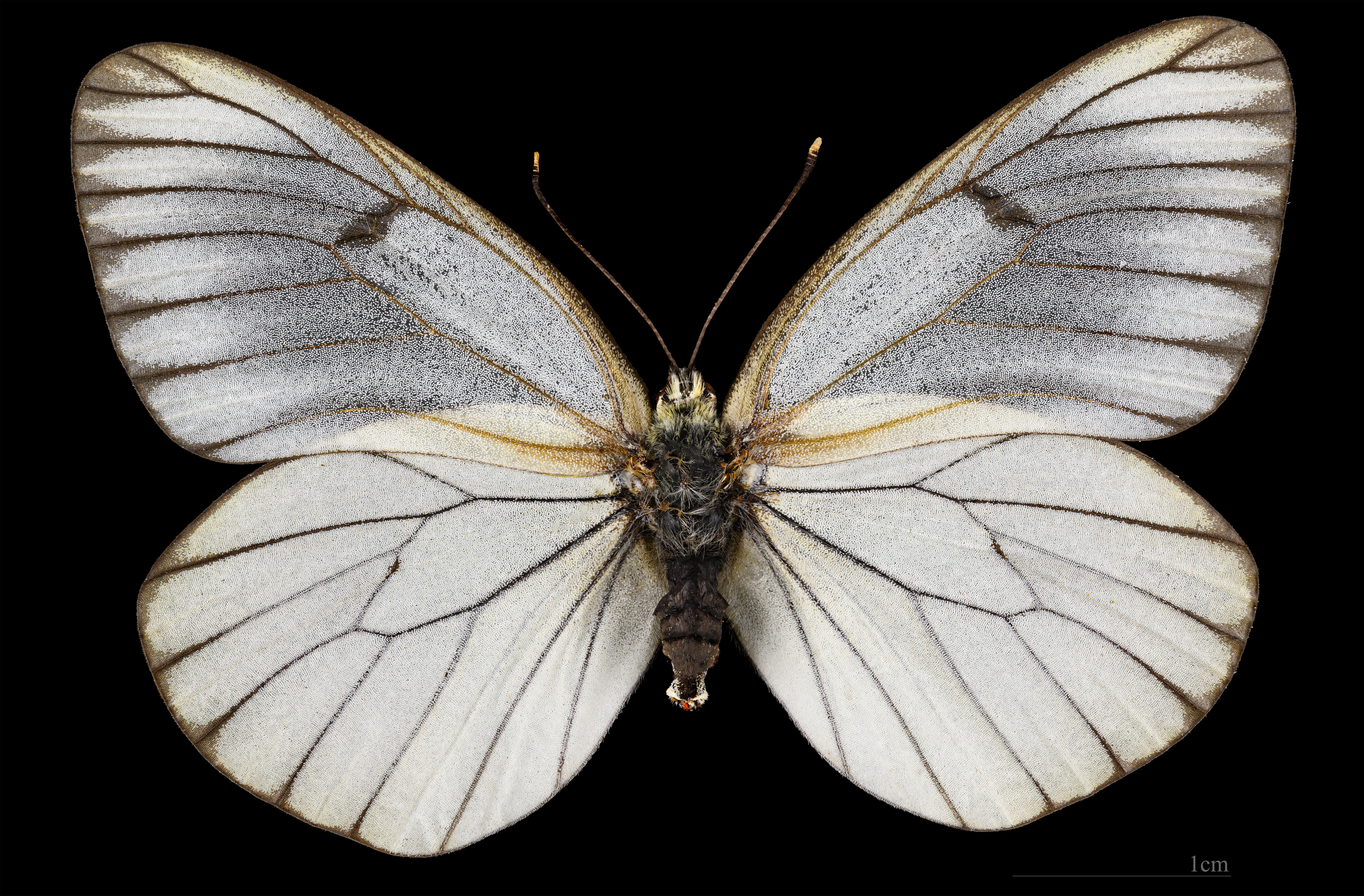
Aporia crataegi transitoria ♀
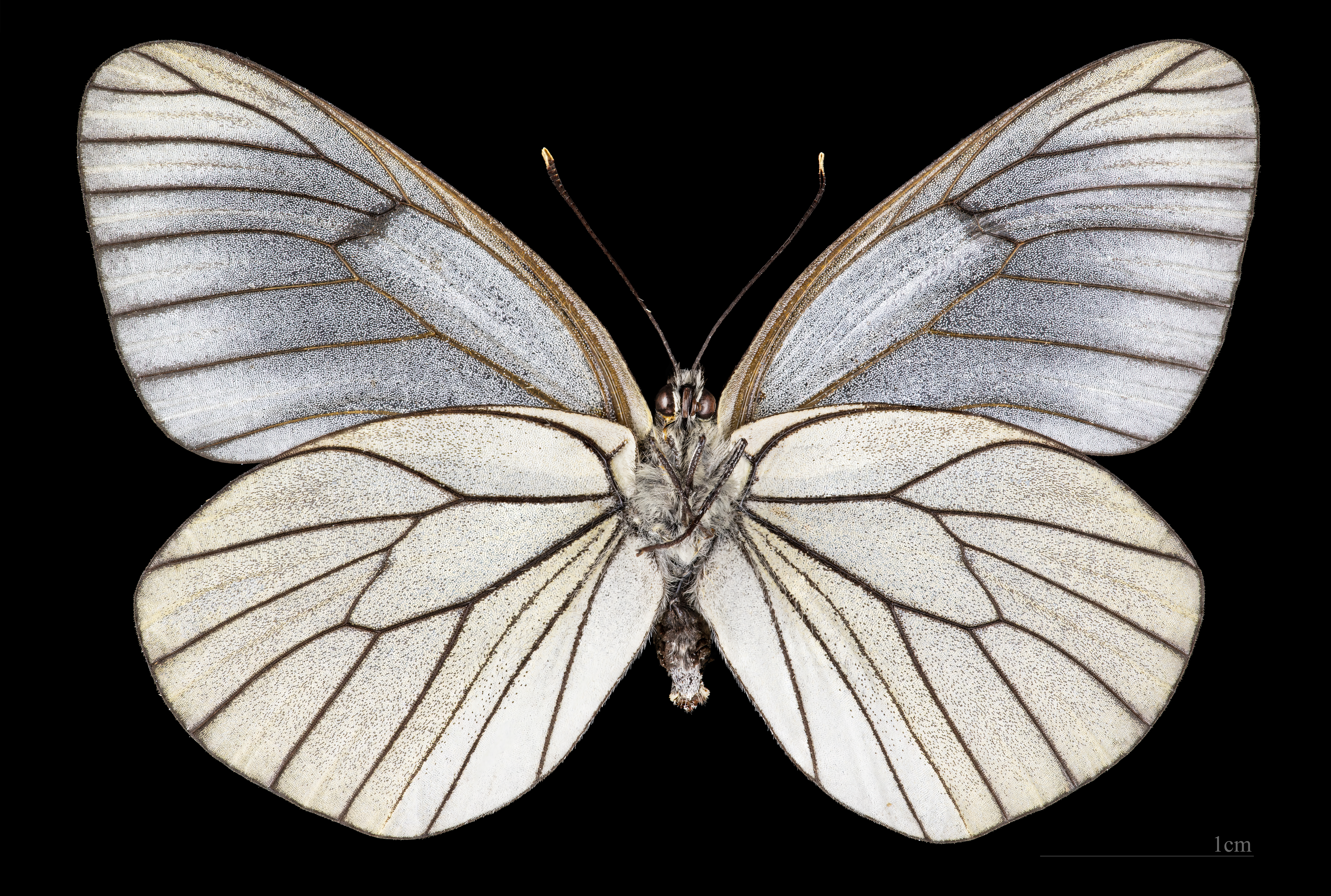
Aporia crataegi transitoria ♀ △

## Protection et menaces
En France, Aporia crataegi est protégé dans la région Île-de-France.
Selon l’Observatoire des papillons, ce papillon autrefois commun en France semble presque disparu du Nord, du Nord-Est et du Bassin parisien, probablement à la suite du développement d'une agriculture intensive (pesticides), à l’arrachage des haies et des vergers qui auraient détruit son habitat et en particulier les haies et buissons d'aubépine, plante hôte nourrissant principalement sa chenille qui ne s'est vraiment maintenue que dans les régions bocagères ou d’élevage extensif (Massif central et Alpes).
Autrefois considéré comme nuisible, tellement il abondait dans les vergers, il est aujourd’hui menacé par l’utilisation accrue des pesticides et la destruction du bocage.